# Тахаев, Халиль Янович
Халиль Янович Тахаев (1908—1986) — экономико-географ, кандидат географических наук (1947). Заслуженный деятель науки Башкирской АССР (1968), заслуженный деятель культуры РСФСР (1978).

## Биография
Тахаев Халиль Янович (Яруллович) родился 17 февраля 1908 года в селе Исламбахты Белебеевского уезда Уфимской губернии (ныне Ермекеевского района Республики Башкортостан).
1924—1928 и 1930—1931 годах работал в Красноярском крае. В 1930 году в Томске окончил советско-партийную школу.
После окончания в 1936 году Московского педагогического института имени В. И. Ленина, начал работать директором Уфимской образцовой татарской школе № 2, начальником управления средних школ народного комиссариата просвещения Башкирской АССР.
С апреля 1938 года являлся заместителем диреткора Башкирского института усовершенствования учителей. С сентября 1938 года занимал должность начальника управления по делам искусств при Совете народных комиссаров Башкирской АССР.
В 1941—1942 годах работал инструктором Башкирского областного комитета ВКП (б). Участвовал в Великой Отечественной войне.
В 1946—1951 годах являлся сотрудником Географического института Академии наук СССР.
В 1951—1973 годах являлся заведующим отделом в Башкирском филиале Академии наук СССР:
- с 1955 года — старший научный сотрудник;
- с 1967 года — заведующий сектором[1].

В то же время в 1951—1955 годах работал заведующим кафедрой экономической географии Башкирского педагогического института имени К. А. Тимирязева (ныне Уфимский университет науки и технологий).

## Научная деятельность
Халиль Тахаев является автором свыше 40 научных трудов. Научная деятельность посвящена исследованиям развития и размещения производственных сил Башкирской АССР. В его трудах впервые были даны комплексная экономико-географическая характеристика республики, выделены экономико-географические районы и природные ландшафты республики, которые требуют дифференцированного подхода при их хозяйственном освоении.

## Труды
- Башкирия: экономико-географическая характеристика. — М.: Государственное издательство географической литературы, 1950. — 328 с.
- Уфа — столица Башкирской АССР. Ответственный редактор Г. Ф. Шафиков. — Москва: Государственное издательство географической литературы, 1952. (соавтор, вместе с И. И. Пархоменко)
- Природные условия и ресурсы Башкирской АССР. — Уфа: Башкнигоиздат, 1959. — 296 с.
- Уфа — столица Башкирской АССР. — Уфа: Башкнигоиздат, 1961. — 128 с. (соавтор, вместе с И. И. Пархоменко)
- Уфа: Справочник-путеводитель. — Уфа: Башкнигоиздат, 1966. — 239 с.  (соавтор, вместе с Л. Н. Фениным и М. Н. Куприяновой)
- Вопросы экономики промышленности Башкирской АССР: Сборник статей / Под ред. Х. Я. Тахаева и А. Х. Хайруллина; АН СССР. Башк. филиал. Отд. экон. исследований. — Уфа, 1969. — 160 с.
- Вопросы повышения эффективности размещения промышленности Башкирской АССР: Сборник статей / Под ред. доц. Х. Я. Тахаева; АН СССР. Башк. филиал. Отд. экон. исследований. — Уфа, 1972. — 119 с.